# El Poble-sec
El Poble-sec (in spagnolo: Pueblo Seco) è un quartiere (in catalano barri) del distretto di Sants-Montjuïc. Si estende su circa 70 ettari ed è situato tra il Montjuïc e l'Avinguda del Paral·lel.

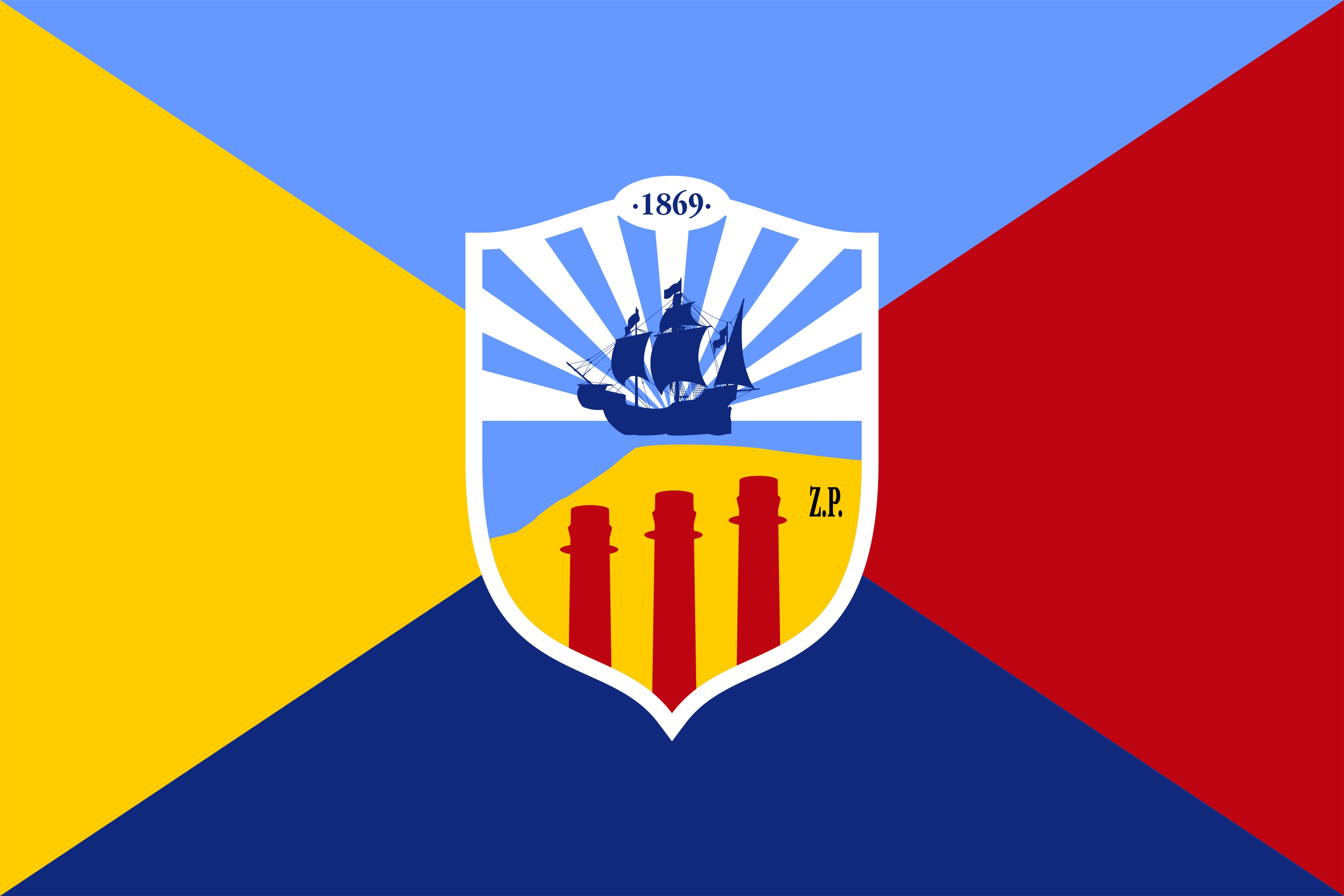
Bandiera di Poble-sec - Autore: Jordi Lladó

## Sviluppo del quartiere
Questo quartiere è, di fatto, il primo eixample (ovvero la prima estensione) di Barcellona, precedente a quello progettato da Ildefons Cerdà. Le muraglie di Barcellona vengono demolite nel 1854 e il piano dell'Eixample sarà approvato cinque anni più tardi, ma i proprietari impiegheranno degli anni a edificare le costruzioni, per le opposizioni al progetto di Cerdà. I terreni situati sul lato più vicino al mare delle falde del Montjuïc non erano inclusi nel piano dell'Eixample e non erano, quindi, soggetti a limitazioni urbanistiche. I proprietari iniziano a parcellizzare il territorio in base alle loro esigenze, a partire dal 1858, e a costruire case per operai. Nascono così i quartieri della França Xica, di Santa Madrona e gli Hortes de Sant Bertran, poi riuniti sotto il nome di Poble-sec.

## Cultura
Il Poble-Sec è situato vicino all'ex-quartiere cinese, oggi più conosciuto con il nome di El Raval, una zona che negli anni quaranta era conosciuta come un congiunto di postriboli e anche di luoghi di divertimento essendo una zona di teatri e caffè, soprattutto lungo l'Avinguda del Paral·lel, il viale che separa il Poble-sec dal quartiere cinese. Il Paral·lel del Poble-sec era la sede di numerosi teatri, alcuni dei quali sopravvivono ancora oggi: il Teatro El Molino (che, dopo anni di decadenza, è stato ristrutturato e riaperto al pubblico il 16 ottobre 2010), il Teatro Apollo, il Teatro Victoria e il Teatro Condal, tutti simboli dell'attività teatrale della città.